# Mbaracayú

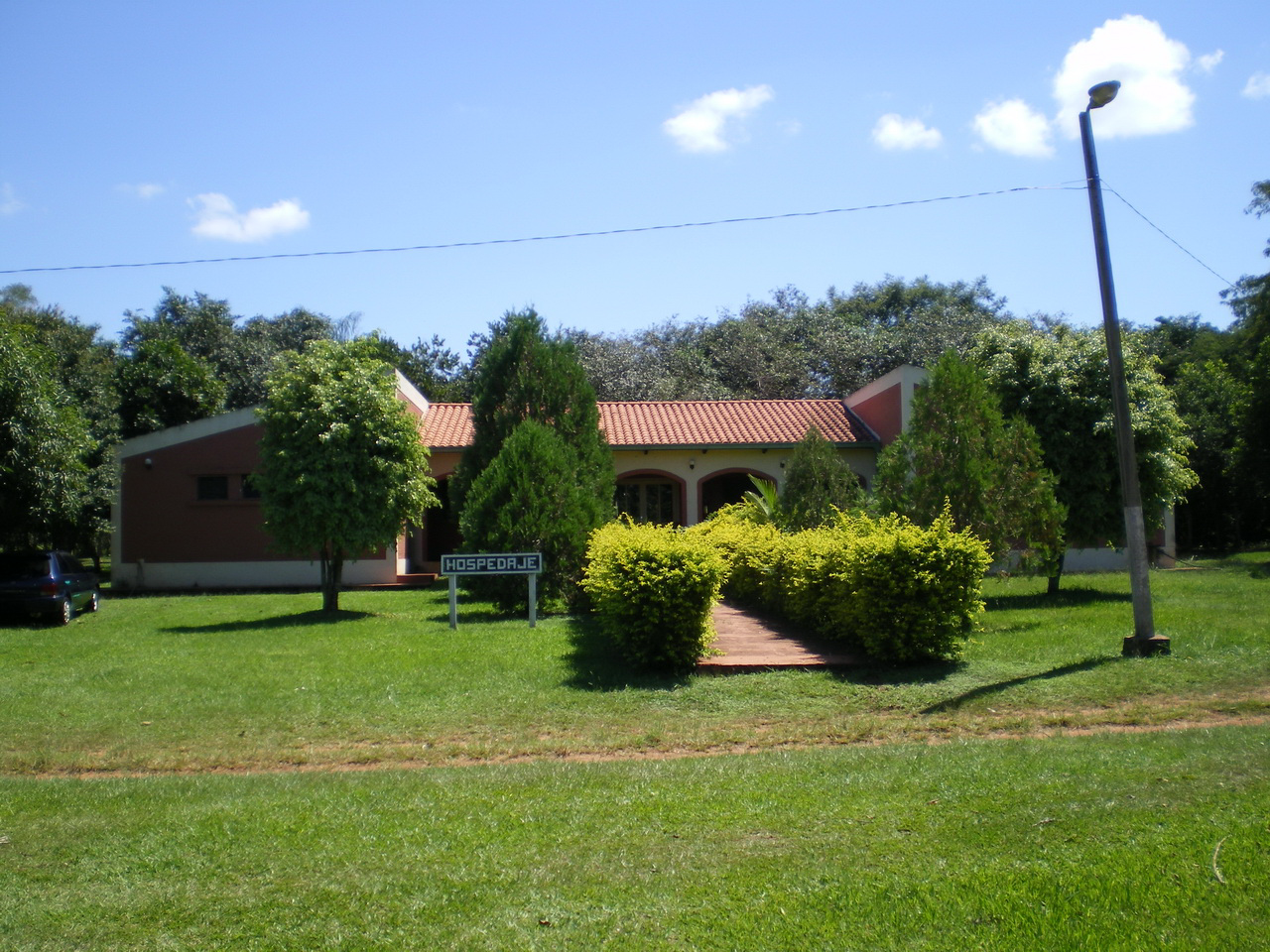
Hospedagem em refúgio ou reserva de Itaipu

Mbaracayú é um distrito do Paraguai localizado no departamento do Alto Paraná.

## Transporte
O município de Mbaracayú é servido pela seguinte rodovia:
- Supercarretera Itaipu, que passa por seu território, que liga Ciudad del Este à Ruta 10 no Departamento de Canindeyú. [1][2][3]